# NGC 3949
NGC 3949 est une galaxie spirale relativement rapprochée et située dans la constellation de la Grande Ourse. NGC 3949 a été découverte par l'astronome germano-britannique William Herschel en 1788.

## Caractéristiques
La classe de luminosité de NGC 3949 est II-III et elle présente une large raie HI. Elle renferme également des régions d'hydrogène ionisé.

### Distance
Sa vitesse par rapport au fond diffus cosmologique est de 1 010 ± 15 km/s, ce qui correspond à une distance de Hubble de 14,89 ± 1,06 Mpc (∼48,6 millions d'al).
À ce jour, 31 mesures non basées sur le décalage vers le rouge (redshift) donnent une distance de 16,803 ± 3,366 Mpc (∼54,8 millions d'al), ce qui est à l'intérieur des valeurs de la distance de Hubble. Puisque cette galaxie est relativement rapprochée du Groupe local, il est probable que cette valeur soit plus près de la distance réelle de NGC 3949. Notons que c'est avec la valeur moyenne des mesures indépendantes, lorsqu'elles existent, que la base de données NASA/IPAC calcule le diamètre d'une galaxie.

## Morphologie

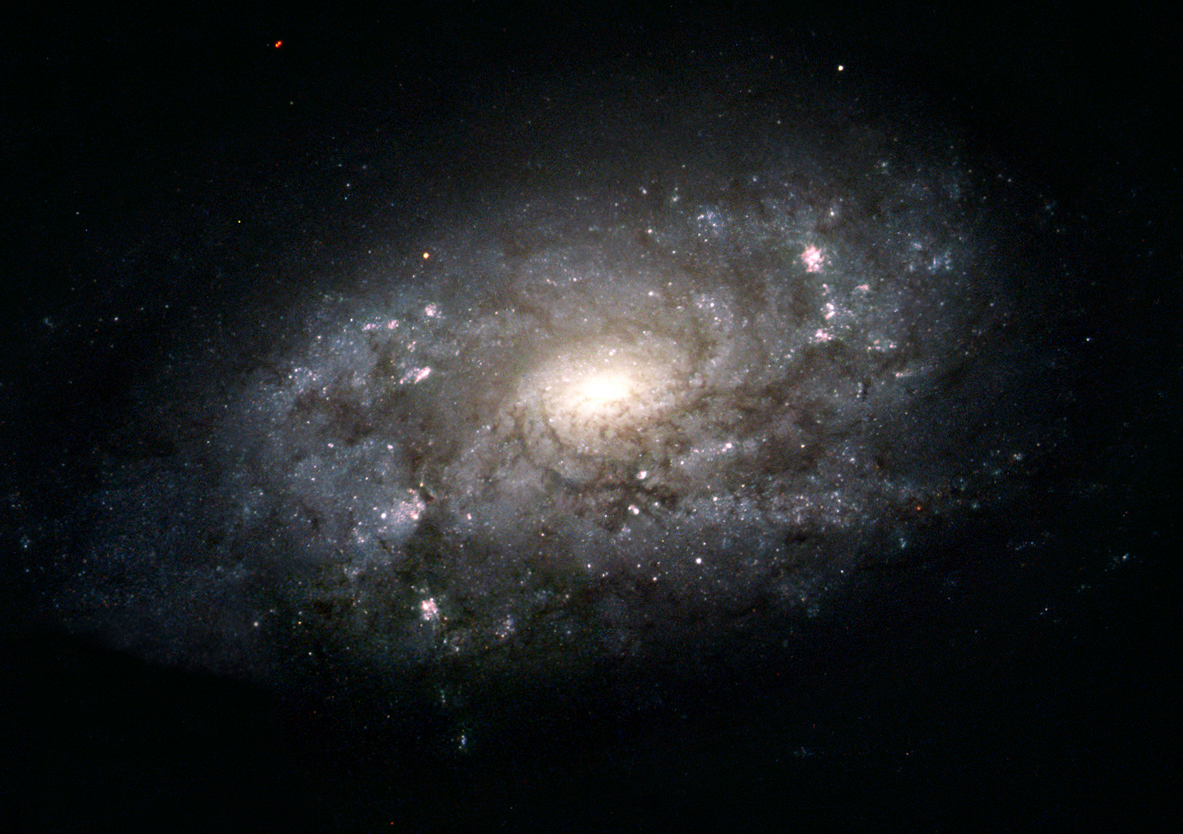
NGC 3949 par le télescope spatial Hubble.

Eskridge, Frogel et Pogge ont publié un article en 2002 décrivant la morphologie de 205 galaxies spirales ou lenticulaires rapprochées. Les observations ont été réalisées dans la bande H de l'infrarouge et dans la bande B (le bleu). Selon Eskridge et ses collègues, NGC 3949 est de type SABbc dans la bande B et dans la bande H. Le bulbe est très elliptique. Son disque présente une structure irrégulière et cotonneux, avec de nombreux filaments et des nœuds de formation d’étoiles. 

## Groupe de M109 et de M101
NGC 3949 fait partie d'un vaste groupe de galaxies qui compte au moins 41 membres, le groupe de M109 (NGC 3992). On retrouve parmi ses membres les galaxies NGC 3726, NGC 3782, NGC 3870, NGC 3877, NGC 3893, NGC 3896, NGC 3917, NGC 3922, PGC 37217 (identifié faussement à NGC 3924), NGC 3928, NGC 3931, NGC 3953, NGC 3985, M109 (NGC 3992), NGC 4010, NGC 4026, NGC 4085, NGC 4088, NGC 4100, NGC 4102, NGC 4142, NGC 4157, NGC 4217 et NGC 4220.
D'autre part, dans un article publié en 1998, Abraham Mahtessian indique que NGC 3949 fait aussi partie d'un groupe plus vaste qui compte plus de 80 galaxies, le groupe de M101. Plusieurs galaxies de la liste de Mahtessian se retrouvent également dans d'autres groupes décrits par A.M. Garcia, soit le groupe de NGC 3631, le groupe de NGC 3898, le groupe de M109 (NGC 3992), le groupe de NGC 4051, le groupe de M106 (NGC 4258) et le groupe de NGC 5457.
Plusieurs galaxies des six groupes de Garcia ne figurent pas dans la liste du groupe de M101 de Mahtessian. Il y a plus de 120 galaxies différentes dans les listes des deux auteurs. Puisque la frontière entre un amas galactique et un groupe de galaxie n'est pas clairement définie (on parle de 100 galaxies et moins pour un groupe), on pourrait qualifier le groupe de M101 d'amas galactique contenant plusieurs groupes de galaxies.

## Amas de la grande Ourse et superamas de la Vierge
Les groupes de M109 et de M101 font partie de l'amas de la Grande Ourse, l'un des amas galactiques du superamas de la Vierge.